# Ronald Shannon Jackson
Pour les articles homonymes, voir Jackson.
Ronald Shannon Jackson (né le 12 janvier 1940 et mort le 19 octobre 2013 à Fort Worth, Texas), est un batteur de jazz américain.

## Biographie
Ronald Shannon Jackson est né à Fort Worth (Texas), et a étudié au lycée I.M. Terrell,. Il est notamment connu pour son approche inhabituelle de son instrument, qui attire autant d'inspiration de la vie militaire que des parades de jazz avec les tambours traditionnels. Il est la seule personne à avoir enregistré et joué avec les trois premiers shapers de free jazz : le pianiste Cecil Taylor, et les saxophonistes Ornette Coleman et Albert Ayler[réf. nécessaire].
En 1979, il fonde son propre groupe nommé « Decoding Society », en jouant ce qu'on appelle le free funk, un mélange de rythmes de funk et d'improvisation de free jazz.
Avec Sonny Sharrock, Peter Brötzmann, et Bill Laswell, Jackson a été membre du quatuor Last Exit. En 1987, il a cofondé les groupes « Power Tools » (avec le guitariste Bill Frisell et le contrebassiste Melvin Gibbs) et « SXL » (avec Laswell, le violoniste L. Shankar, le batteur sénégalais Aiyb Dieng, et le percussionniste du groupe le coréen SamulNori). En 1988, il fait équipe avec Laswell et le saxophoniste japonais Akira Sakata dans le trio « Mooka ». Il a également enregistré avec Charles Tyler (date du premier enregistrement de Ronald), James Blood Ulmer (Ronald était l'un des membres originaux du groupe de musique d'Ulmer « Music Revelation Ensemble »), Billy Bang et Albert Mangelsdorff.
Ses plus récentes tournées performantes en Europe ont été réalisées avec Wadada Leo Smith et John Lindberg, d'une part, et avec Melvin Gibbs, Joseph Bowie, Vernon Reid et James Blood Ulmer de l'autre.
Il meurt le 19 octobre 2013 à l'âge de 73 ans, des suites d'une leucémie.

## Discographie

### En tant que leader
- Eye on You (About Time, 1980)
- Nasty (Moers Music, 1981)
- Street Priest (Moers, 1981)
- Mandance (Antilles Records, 1982)
- Barbeque Dog (Antilles, 1983)
- Montreux Jazz Festival (Knit Classics, 1983)
- Pulse (Celluloid Records, 1984)
- Decode Yourself (Island, 1985)
- Taboo (Venture/Virgin, 1981–83)
- Earned Dream (Knit Classics, 1984)
- Live at Greenwich House (Knit Classics, 1986)
- Live at the Caravan of Dreams (Caravan of Dreams, 1986) AKA Beast in the Spider Bush
- When Colors Play (Caravan of Dreams, 1986)
- Texas (Caravan of Dreams, 1987)
- Red Warrior (Axiom, 1990)
- Raven Roc (DIW, 1992)
- Live in Warsaw (Knit Classics, 1994)
- What Spirit Say (DIW, 1994)
- Shannon's House (Koch, 1996)

### En groupe
- Avec Last Exit
  - Köln (ITM, 1986)
  - Last Exit (Enemy, 1986)
  - The Noise of Trouble (Enemy, 1986) with guests Akira Sakata and Herbie Hancock
  - Cassette Recordings 87  (Celluloid, 1987)
  - Iron Path (Virgin, 1988)
  - Headfirst into the Flames : Live in Europe (Muworks, 1989)
- Avec Mooko :
  - Japan Concerts (Celluloid, 1988)
- Avec Music Revelation Ensemble :
  - No Wave (Moers, 1980)
  - Music Revelation Ensemble (DIW, 1988)
- Avec Power Tools :
  - Strange Meeting (Antilles, 1987)
- Avec SXL :
  - Live in Japan (Terrapin/Sony Japan, 1987)
  - Into the Outlands (Celluloid, 1987)
- Autres :
  - Albert Ayler: At Slug's Saloon, vols. 1&2 (ESP, 1966)
  - Albert Ayler: Holy Ghost: Rare and Unreleased Recordings (Revenant, 1962–70)
  - Ornette Coleman: Dancing in Your Head (A&M, 1973, 1975)
  - Ornette Coleman: Body Meta (Artists House, 1975)
  - Bill Laswell: Baseline (Elektra Musician, 1982)
  - Cecil Taylor: The Cecil Taylor Unit (New World, 1978)
  - Cecil Taylor: 3 Phasis (New World, 1978)
  - Cecil Taylor: One Too Many Salty Swift and Not Goodbye (Hathut Records, 1978)
  - Charles Tyler: Charles Tyler Ensemble (ESP, 1966)
  - James Blood Ulmer: Are You Glad to Be in America? (Rough Trade, 1980)
  - James Blood Ulmer: America: Do You Remember the Love? (Blue Note, 1986)
  - John Zorn: Spillane (Nonesuch, 1986–87)
  - Bertrand Gallaz: 'Talk To You In A Minute (Plainisphare, 1993)